# Facesitting

Zeichnung von Francesco Hayez (1791–1882)

Das Facesitting (engl. face „Gesicht“ und sit „sitzen“), auch Gesichtssitzen oder Queening genannt, ist eine Sexualpraktik, bei der ein Sexualpartner sich mit seinem Geschlechtsteil und/oder seinem Gesäß auf das Gesicht des anderen setzt. Dies kann sowohl nackt als auch angekleidet geschehen.

## Hintergrund

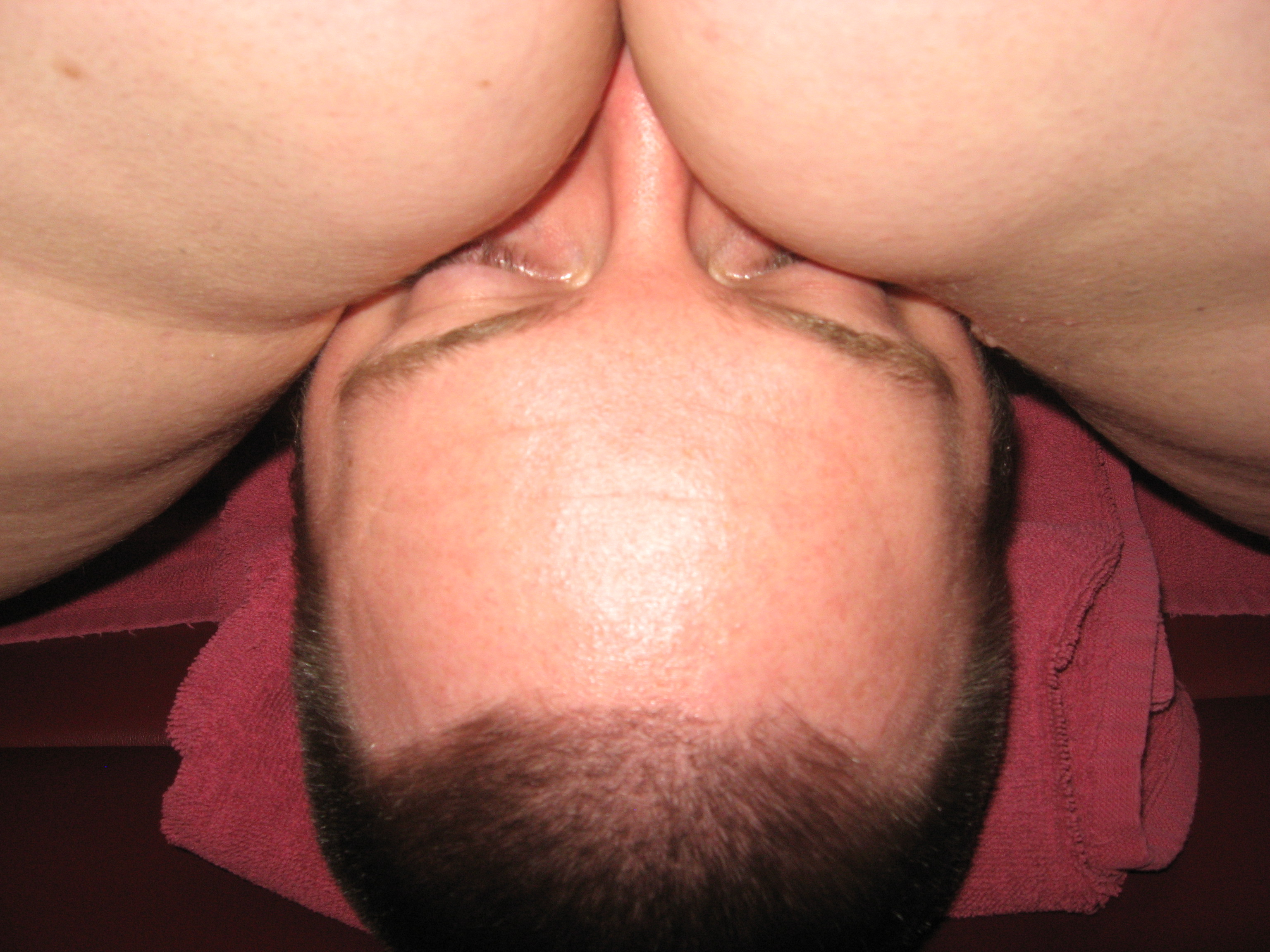
Face Sitting mit Anilingus

Der sexuelle Lustgewinn dieser Praktik kann z. B. im oralen Reiz (Cunnilingus, Anilingus), der Aufnahme des Intimgeruchs des Partners oder der Befriedigung persönlicher Fetische bestehen. Es wird zwischen verschiedenen Sitzpositionen unterschieden:
Fullweight (engl. „mit vollem Gewicht“), Reverse (engl. „andersherum“, Blick des Sitzenden in Richtung der Füße des Partners gerichtet) und weitere Sitzpositionen gehen auch in sadomasochistische Praktiken über. Hierzu gehören beispielsweise das Drowning (engl. „Ertränken“, Facesitting im/unter Wasser), das Bound (engl. „gefesselt“) und Asphyx (Atemreduktion).
Zu den fetischistischen Varianten zählt auch das Jeanssitting, das bekleidete Facesitting mit Jeans. Das Facesitting kann ebenso mit exkrementophilen Sexualpraktiken verbunden sein. Leicht hockendes Sitzen wird bisweilen auch im Vanillasex beim Anilingus und Cunnilingus ausgeübt.
Mitunter finden beim Facesitting Smotherboxes Verwendung. Diese dienen überwiegend der Bequemlichkeit des Sitzenden und der Sicherheit des liegenden Partners.

## Künstlerische Rezeption
1980 veröffentlichte die britische Komikergruppe Monty Python ein Lied mit dem Titel Sit on My Face.